# Двоеглазово
Двоегла́зово — деревня в Тонкинском районе Нижегородской области. Входит в состав городского поселения Рабочий посёлок Тонкино.

## География
Деревня находится на расстоянии примерно 4 км (по прямой) к югу от рабочего посёлка Тонкино, административного центра района.

### Часовой пояс
Деревня Двоеглазово, как и вся Нижегородская область, находится в часовой зоне МСК (московское время). Смещение применяемого времени относительно UTC составляет +3:00.

## Население
| 2002 | 2010 |
| ---- | ---- |
| 66   | ↘28  |

### Национальный состав
Согласно результатам переписи 2002 года, в национальной структуре населения русские составляли 100 % из 66 чел.